# Gais 1993
Fotbollsklubben Gais spelade säsongen 1993 i division I södra, efter att året innan ha åkt ur allsvenskan. Gais slutade femma i tabellen.
I svenska cupen gick Gais till tredje omgången, där man åkte ut mot BK Häcken.

## Inför säsongen
Gais åkte ur allsvenskan 1992 efter ett misslyckat kval mot Örgryte IS, sedan klubben hade slutat på en sjätte plats av åtta i den komplicerade kvalsvenskan, som vid den här tiden tillämpades. Gais ekonomi hade vid det här laget havererat, och den mångårige tränaren Bosse Falk fick efter säsongen 1992 sparken och ersattes med Bengt-Arne Strömberg. Strömberg hade precis lämnat ett tränarjobb i Jonsereds IF och ställt in sig på ett år utan fotboll när Gais tog kontakt. Han skrev emellertid på ett treårskontrakt med klubben, och tog in Hans Gren från Mossens BK som assisterande tränare. Sternhard Wilson återkom som ordförande för att få ordning på föreningens ekonomi.
Efter nedflyttningen brandskattades Gais ordentligt: Magnus Gustafsson såldes till IFK Göteborg, Morgan Nilsson och Ola Karlsson gick till Örgryte IS, Nicklas Karlström gick till BK Häcken medan Jan Lundqvist och Joakim Nåfors varvade ner i lägre divisioner. På grund av ekonomin hade man inte råd med några dyra nyförvärv, utan tvingades bygga upp ett slagkraftigt lag från grunden. Man plockade upp ungdomar från juniorlaget och värvade unga spelare billigt, bland andra Jethro Jackson, Dieter Nilsson, Christofer Andersson och Stefan Martinsen.
Förra årets Hedersmakrill och backkämpe Tinos Lappas var dessutom långtidsskadad och missade hela säsongen, men Sören Järelöv fortsatte i målet, och Martin Folin, tidigare Carlsson, stannade också kvar, trots planer på att varva ner i Askims IK.
Försäsongen började med två bra matcher på grus mot IFK Göteborg (0–0) och Örgryte IS (1–0), men sedan följde tre svaga gräsmatcher mot Helsingborgs IF (1–4), Östers IF (0–6) och IF Elfsborg (1–5). Truppen var sargad av skador och Bengt-Arne Strömberg valde mellan att spela 4–3–3 eller 4–4–2, men man valde det trygga 4–4–2, vilket man sedan höll fast vid hela säsongen.

## Division I södra
Den 17 april 1993 var det seriepremiär hemma mot Landskrona BoIS inför 1 947 hemmasupportrar. Gais spelade 1–1 i en jämn match där Landskrona tog ledningen genom hemvändande proffset Joakim Nilsson, men där Gais kvitterade genom nyförvärvet Stefan Martinsen. Efter en förlust mot Jonsereds IF (1–2) i fjärde omgången ändrade Gais taktik; tidigare hade man försökt spela bollvårdande och vackert, men man insåg att truppen inte räckte till detta och övergick till ett enklare spel med snabba uppspel, vilket gav resultat.
Gais spelade därefter flera bra matcher, vilket kröntes med 2–1 mot IF Elfsborg på Ryavallen, där Gaisklacken höll i gång sången "kom igen, Grönsvart, kom igen" i 38 minuter. Peter Norén var inblandad i båda målen, och i nästa match, när Gais slog Gunnilse IS med 1–0, debuterade Anders Kiel i Gais. Han hade hämtats från Häcken i en bytesaffär där Häcken fick Magnus Wikström, som hade haft en misslyckad vistelse i Gais. Kiel gjorde inget större intryck i sin första match, men skulle senare visa sig vara en god förstärkning.
Efter segern mot Gunnilse blev det svårare för Gais; en 0–3 förlust borta mot IFK Hässleholm följdes av en hemmaförlust mot IFK Uddevalla och dubbla förluster mot BK Forward. Mot Forward borta gjorde dessutom finländske Erik Holmgren sin sista hela match för klubben; den skadedrabbade Holmgren skulle dock komma att göra ett sista kort inhopp för klubben i den allra sista omgången.
Gais hade bara vunnit en enda match hemma på Gamla Ullevi efter 14 omgångar, men sedan vände det. När Glenn Hysén blev skadad i sista matchen mot Forward fick Christofer Andersson och Dieter Nilsson bilda backpar. Gais förlorade matchen mot Forward, men med det nya backparet vann man nästa match mot Skövde AIK med 1–0. I nästa match slog Gais, med ännu ett nykomponerat mittbackspar i Dieter Nilsson och Anders Björk, samt med en omskolad Lars Ternström på högerbacken, Jonsered med 4–1, och fyra dagar senare blev det 2–1 mot Elfsborg. I Hyséns frånvaro växte de unga spelarna.
Efter en förlust mot Gunnilse med 0–1 studsade Gais tillbaka med en 2–0-seger mot topplaget Kalmar FF. Därefter slog man Myresjö IF hemma med 3–1, återigen med Ternström som högerback. Ternström hade tidigare spelat mittfältare, men efter bra backspel från "Tärnan" hotade B-A med definitiv omskolning.
Gais förlorade sedan två matcher mot topplagen Landskrona och Hässleholm, innan man slog bottenlagen Mjällby och Uddevalla. Efter ett bottennapp mot Lunds BK avslutade Gais sedan med att slå Oddevold borta på Rimnersvallen. Gais slutade till sist femma i tabellen, långt bakom segraren Landskrona.

### Tabell
| Nr | Lag             | S  | V  | O | F  | GM | IM | MS  | P  |
| -- | --------------- | -- | -- | - | -- | -- | -- | --- | -- |
| 1  | Landskrona BoIS | 26 | 19 | 4 | 3  | 71 | 22 | +49 | 61 |
| 2  | IFK Hässleholm  | 26 | 16 | 4 | 6  | 56 | 32 | +24 | 52 |
| 3  | Kalmar FF       | 26 | 13 | 6 | 7  | 44 | 30 | +14 | 45 |
| 4  | IF Elfsborg     | 26 | 13 | 2 | 11 | 61 | 51 | +10 | 41 |
| 5  | Gais            | 26 | 12 | 4 | 10 | 36 | 35 | +1  | 40 |
| 6  | Jonsereds IF    | 26 | 11 | 3 | 12 | 56 | 66 | −10 | 36 |
| 7  | Gunnilse IS     | 26 | 10 | 4 | 12 | 38 | 50 | −12 | 34 |
| 8  | IK Oddevold     | 26 | 8  | 8 | 10 | 42 | 50 | −8  | 32 |
| 9  | BK Forward      | 26 | 9  | 4 | 13 | 40 | 46 | −6  | 31 |
| 10 | Lunds BK        | 26 | 7  | 9 | 10 | 34 | 36 | −2  | 30 |
| 11 | Myresjö IF      | 26 | 8  | 6 | 12 | 44 | 60 | −16 | 30 |
| 12 | IFK Uddevalla   | 26 | 7  | 7 | 12 | 44 | 50 | −6  | 28 |
| 13 | Skövde AIK      | 26 | 8  | 3 | 15 | 44 | 60 | −16 | 27 |
| 14 | Mjällby AIF     | 26 | 6  | 6 | 14 | 29 | 51 | −22 | 24 |

### Matcher
| Motståndare     | Hemmamatch | Bortamatch |
| --------------- | ---------- | ---------- |
| Landskrona BoIS | 1–1        | 1–2        |
| IFK Hässleholm  | 0–4        | 0–3        |
| Kalmar FF       | 0–0        | 2–0        |
| IF Elfsborg     | 2–1        | 2–1        |
| Jonsereds IF    | 4–1        | 1–2        |
| Gunnilse IS     | 1–0        | 0–1        |
| IK Oddevold     | 2–2        | 3–2        |
| BK Forward      | 1–2        | 0–2        |
| Lunds BK        | 3–5        | 2–0        |
| Myresjö IF      | 3–1        | 2–1        |
| IFK Uddevalla   | 1–2        | 1–0        |
| Skövde AIK      | 0–1        | 1–0        |
| Mjällby AIF     | 3–1        | 0–0        |

## Svenska cupen
I svenska cupen gick Gais in i första omgången, där man besegrade Stenungsunds IF med 2–1 borta. Man slog därefter Skärhamns IK borta med 1–0 innan man förlorade klart i tredje omgången mot BK Häcken, 1–4.

### Matcher
| 1 | 27 juni 1993 | Stenungsunds IF | 1 – 2 | Gais                       |                         |                         |
|   |              |                 |       | Jethro Jackson Peter Norén | Stenungsund Publik: 952 | Stenungsund Publik: 952 |
|   |              |                 |       |                            | Stenungsund Publik: 952 | Stenungsund Publik: 952 |
|   |              |                 |       |                            | Stenungsund Publik: 952 | Stenungsund Publik: 952 |

| 2 | 25 juli 1993 | Skärhamns IK | 0 – 1 | Gais        |                      |                      |
|   |              |              |       | Anders Kiel | Skärhamn Publik: 900 | Skärhamn Publik: 900 |
|   |              |              |       |             | Skärhamn Publik: 900 | Skärhamn Publik: 900 |
|   |              |              |       |             | Skärhamn Publik: 900 | Skärhamn Publik: 900 |

| 3 | 5 augusti 1993 | Gais        | 1 – 4 | BK Häcken |                        |                        |
|   |                | Anders Kiel |       |           | Göteborg Publik: 1 238 | Göteborg Publik: 1 238 |
|   |                |             |       |           | Göteborg Publik: 1 238 | Göteborg Publik: 1 238 |
|   |                |             |       |           | Göteborg Publik: 1 238 | Göteborg Publik: 1 238 |

## Spelarstatistik
| Spelare              | Matcher | Mål |
| -------------------- | ------- | --- |
| Sören Järelöv (mv)   | 26      |     |
| Thomas Hallberg      | 25      | 14  |
| Stefan Martinsen     | 25      | 4   |
| Anders Björk         | 24      |     |
| Jethro Jackson       | 24      |     |
| Martin Folin         | 23      | 4   |
| Peter Norén          | 22      | 6   |
| Glenn Hysén          | 22      | 1   |
| Tomas Jönsson        | 20      |     |
| Lars Ternström       | 18      | 1   |
| Denis Pavlovic       | 18      |     |
| Anders Kiel          | 16      | 6   |
| Erik Holmgren        | 13      |     |
| Dieter Nilsson       | 13      |     |
| Christofer Andersson | 11      |     |
| Anders Rödin         | 7       |     |
| Zoran Bulatovic      | 6       |     |
| Sören Pettersson     | 6       |     |
| Magnus Wikström      | 5       |     |
| Peter Lindelöv       | 4       |     |
| Johnny Tetri         | 1       |     |